# 야스쿠니역
야스쿠니역(일본어: やすくにえき, 安国駅)은 일본 홋카이도 몬베쓰군 엔가루정에 위치한 홋카이도 여객철도 세키호쿠 본선의 철도역이다. 역 번호는 A51이며, 단선 · 섬식의 형태를 합친 2면 2선의 복합 승강장 구조를 갖춘 지상역이다.

## 역사
- 1914년 10월 5일 : 일본국유철도의 시모이쿠타하라역으로서 개업. 일반역.
- 1946년 3월 1일 : 야스쿠니역으로 역 이름 개칭.
- 1982년 11월 15일 : 화물 취급 폐지.
- 1983년 1월 10일 : 소화물 취급 폐지. CTC 도입에 의해 무인화.
- 1987년 4월 1일 : 일본국유철도 분할 민영화에 의해, 홋카이도 여객철도가 승계.
- 1989년 11월 : 역사 개축.

### 역명의 유래
당초 이쿠타하라강의 하류에 있다고 해서 시모이쿠타하라로 명명되었고, 그 후자 이름으로 되어 있었다.
그러나 행정구로서는 '이쿠노' 등의 명칭이 붙어 있어, 1944년 2월 11일, 이쿠타하라정(당시)에서 실시된 잡다한 글자의 정리·행정구명과의 정합에 따라 '이쿠노', '시모이쿠', '후루오'의 3행정구에 상당하는 구역의 글자를 '야스쿠니'(훗날 엔가루정 발족에 의해 '이쿠타하라 야스쿠니')로 개칭·정리하기 위해, 역명에 대해서도 1946년 3월 1일에 고쳐졌다.
이 지명은 다른 옛 이쿠타하라 정내의 지명과 마찬가지로, 당시 총장이 신도의 '오오하라에노 코토바(축사의 하나)'에서 따온 지명을 선택한 데서 유래한 것으로, 이곳이 사로마 강을 따라 왕래하는 사람들의 휴식의 땅이자 부근이 풍요로운 농경지여서 '편안한 나라와 평평하게' 부분을 인용해 야스쿠니라는 이름이 붙여진것으로, 야스쿠니 신사와는 아무런 관계가 없다.

## 타는 곳
| 1 | ■ 세키호쿠 본선 | (하행) | 기타미 · 아바시리 방면   |
| 2 | ■ 세키호쿠 본선 | (상행) | 엔가루 · 아사히카와 방면 |

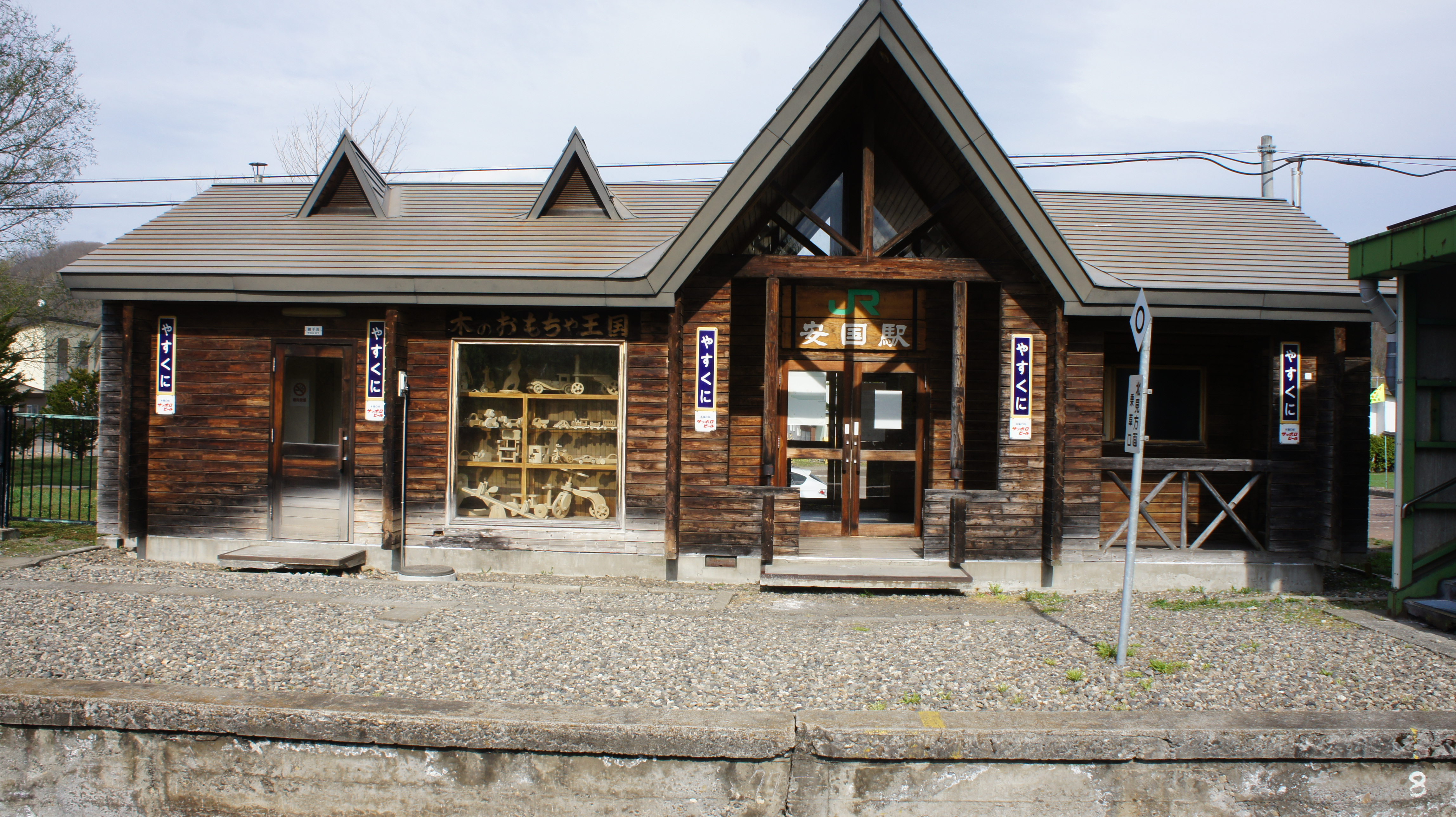
홈에서 바라본 정거장 건물 (2017년 5월)
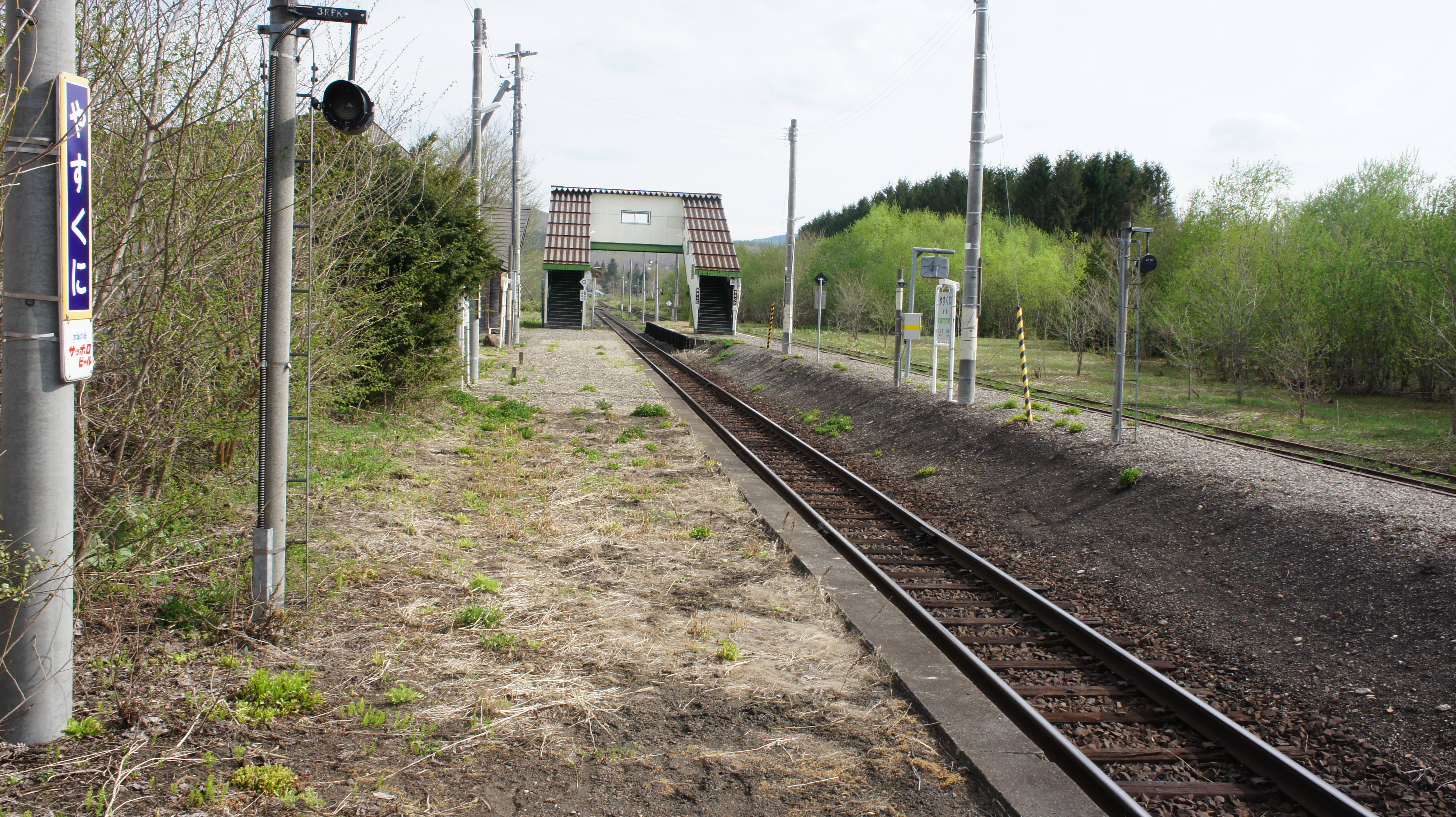
홈 (2017년 5월)
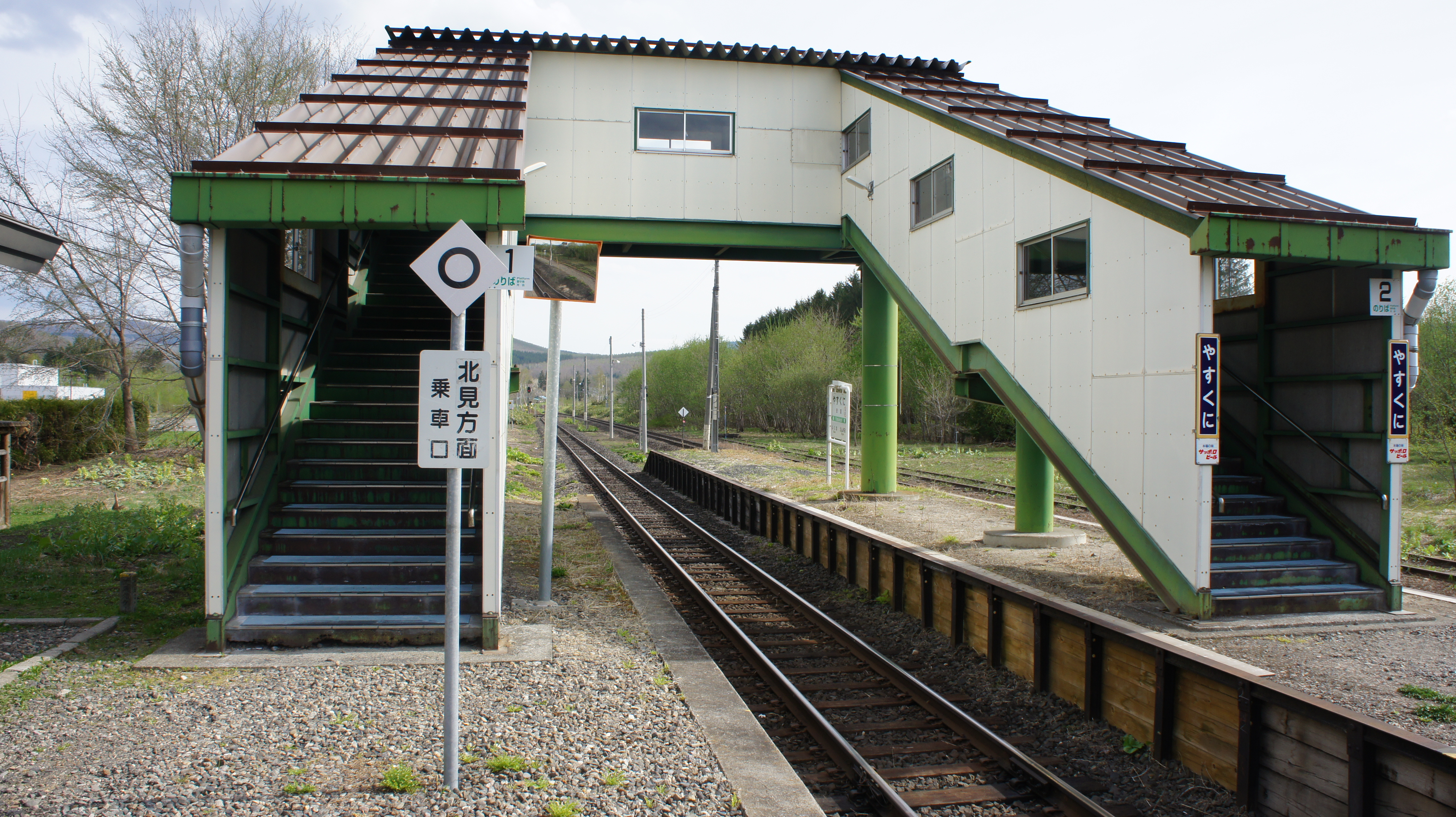
과선교 (2017년 5월)
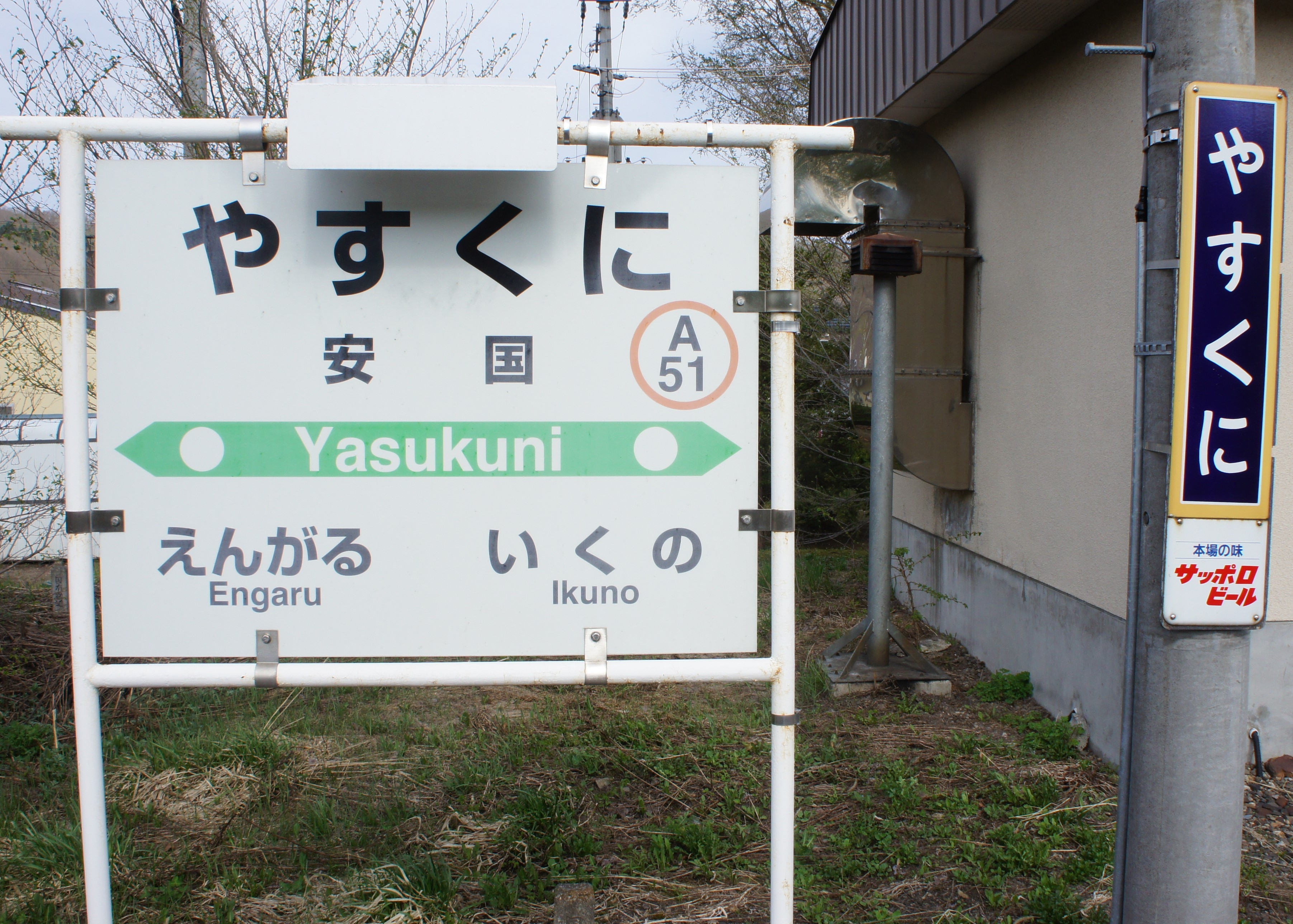
역명표 (2017년 5월)

## 역 주변
- 국도 제242호선
- 국도 제333호선
- 엔가루정청 야스쿠니 출장소

## 인접 역
| 세키호쿠 본선              | 세키호쿠 본선                      | 세키호쿠 본선              |
| -------------------------- | ---------------------------------- | -------------------------- |
| A50 엔가루 아사히카와 방면 | ■ 세키호쿠 본선 특급 '기타미'/보통 | 이쿠타하라 A53 기타미 방면 |